# هوب فرم اللسمر بورت (تشيشير)
هوب فرم اللسمر بورت (بالإنجليزية: Hope Farm, Ellesmere Port)‏ هي قرية تقع في المملكة المتحدة في شمال غرب إنجلترا.